# Skurdo
Skurdo o Skurda fue el último de los caudillos prusianos yotvingios (o sudovios) que lucharon contra los caballeros teutónicos en las cruzadas bálticas. Tras la gran derrota de 1283, gran parte de los sudovios fueron exterminados por los cruzados, otro pequeño grupo de supervivientes asentados en otros territorios y 1600 sudovios deportados a Sambia donde más tarde protagonizaron en la zona el llamado «rincón sudovio». Pero hubo un grupo de incondicionales al mando de Skurdo que se negaron a someterse a los cruzados y se refugiaron en Lituania.
Los caballeros teutónicos viendo que eran incapaces de mantener su poder sobre tierras yotvingias, quemaron todas las viviendas y propiedades de los autóctonos, convirtiendo el país en un auténtico desierto (en alemán: Wildnis) con el fin de sostener una franja de tierra de nadie para garantizar sus dominios prusianos en occidente.
Skurdo y sus irreductibles jamás regresaron a su tierra. Durante 53 años los cruzados sometieron a los prusianos a sangre y fuego, pero pese al triunfo nunca se sintieron a salvo, pues continuaron reforzando sus fortificaciones y construyendo castillos.